# سیارک ۱۱۰۷۲
سیارک ۱۱۰۷۲ (به انگلیسی: 11072 Hiraoka، نامگذاری:1992GP) یازده هزار و هفتاد و دومین سیارک کشف شده‌است که در ۳ آوریل ۱۹۹۲ کشف شد.